# Auchenrivock Tower
Auchenrivock Tower ist die Ruine eines Wohnturms bei Langholm in der schottischen Council Area Dumfries and Galloway. Die Überreste des Gebäudes aus dem späten 16. Jahrhundert ragen bis zu 2,4 Meter auf und sind derzeit in eine Gartenmauer eingebaut.
Eine frühere Festung der Irvings aus Eskdale namens Stakehugh liegt in der Nähe der Wohnturmruine.